# 中国科学 (期刊)

《中国科学》杂志社的标志

《中国科学》是中国科学院、国家自然科学基金委员会联合主办，《中国科学》杂志社出版的科学学术期刊。《中国科学》现分为中文7辑、英文8辑共计15辑，均为月刊。《中国科学》创刊于1950年，当时为中文季刊。1951年底《中国科学》停刊，次年10月改办外文版，旨在向其他国家介绍中国的科学成就。文化大革命开始后，《中国科学》再次停刊。1973年，《中国科学》正式复刊，同时出版中文版和外文版。后来，《中国科学》渐渐由中外文各一辑发展成为中英文15辑。《中国科学》曾发表过中国众多重要科研成果，如中国科学院上海生物化学研究所等单位的人工合成結晶牛胰岛素、陈景润的“1+2”等。然而，20世纪90年代之后，《中国科学》遭遇了优质稿件稀缺的问题。

## 历史

### 初创至停刊
《中国科学》创刊于1950年，起初为中文季刊。当时中华人民共和国成立不久，各专门学科的学报数量尚少，中国科学院因而将《中国科学》定位为中文综合性学术期刊作为补充。1951年底，鉴于各学科学报俱已创立，且多为中文版，中国科学院遂决定将《中国科学》中文版停刊。次年10月，中国科学院创立外文版季刊，仍使用《中国科学》刊名，使用拉丁文作为外文刊名，《科学记录》并入《中国科学》。外文版《中国科学》旨在向外国介绍中国科学成就。刊发的稿件由各专业学报推荐，由作者将中文原文改为英语、俄语、德语、法语四种语言中的一种。1954年第3期起，《中国科学》外文名改为。1957年，《中国科学》改为双月刊，次年改为月刊。1960年7月，中共中央下令全国所有刊物停刊整顿，进行质量、保密检查，《中国科学》停刊，同年11月恢复出版。这期间，担任《中国科学》正副主编的有钱学森、恽子强、吴有训、贝时璋、张文裕等知名科学家。中国科学院上海生物化学研究所、中国科学院上海有机化学研究所、北京大学化学系人工合成牛胰岛素晶体的英文简报和全文就发表在《中国科学》上。1966年，由于文化大革命，《中国科学》出版6期之后即告停刊。

### 复刊
1971年3月至7月，中华人民共和国国务院在北京召开全国出版工作座谈会。1971年12月12日，中国科学院召开办公会议，根据全国出版工作会议精神，决定恢复出版《中国科学》。次年7月，《中国科学》出版中文试刊号。1973年1月，《中国科学》正式复刊。复刊后的《中国科学》同时出版中文版和外文版，为季刊，中文版附加拉丁文刊名，外文版以为名，附加中文名。1974年，《中国科学》中文版和外文版均改为双月刊。复刊之初的五年，由于政治环境所限，《中国科学》发表了一些非科学领域的文章。1979年起，《中国科学》中文版和外文版都改为月刊。
《中国科学》渐渐由中文、外文版两辑发展为中英文版15辑。1982年起，《中国科学》中文版和外文版均分为A、B两辑。A辑包括数学、物理学、天文学、技术科学，B辑涵盖化学、生物学、农学、医学、地学（后改为化学、生命科学、地学）。A、B两辑均为月刊。刊物的外文名由拉丁文逐渐改用英文，一段时间内同时在封面上使用两种刊名。1996年，中文版与外文版改分五辑，A辑为数学、物理学、天文学，B辑为化学，C辑生命科学，D辑地球科学，E辑技术科学。A辑为月刊，其余四辑为双月刊。2001年，中国科学F辑信息科学正式创刊，只出英文版，双月刊。同年D辑中英文版均改为月刊。2003年，A辑分出G辑物理学、天文学，出版中英文版，A辑仅保留数学，A辑与G辑均为双月刊。同年E辑中文版改为月刊。2005年，A辑中英文版改月刊。2008年，《中国科学》系列刊物全部改为月刊。2009年，中文版F辑信息科学创刊。2010年，中文版和英文版均取消A至G的辑号，英文版将刊名改为，中文版的外文刊名使用拉丁文。2014年12月《中国科学：材料科学》英文版创刊。至此，《中国科学》系列刊物有中文刊7种，英文刊8种，共计15种。
复刊后，《中国科学》发表了一些中国重要科研成果。1973年《中国科学》中文版第2期全文发表陈景润关于哥德巴赫猜想的研究，这项工作后来获得1982年国家自然科学一等奖。这一期还发表了竺可桢的《中国近五千年来气候变迁的初步研究》。1974年第2期侯振挺发表的《Q过程的唯一性准则》解决了概率论领域40年悬而未决的问题，侯振挺因此在1976年获得戴维逊奖。1975年第5期、1976年第6期发表了谷超豪和杨振宁对规范场理论的研究文章。1977年第6期发表吴文俊对于定理机器证明的研究，即后来的吴消元法。1978年第5期中国科学院兰州化学物理研究所的《丁烯氧化脱氢中钼催化剂的研究》在合成橡胶领域得到广泛应用。中国层控矿床地球化学、分子轨道图形理论方法及其应用、人工全合成酵母丙氨酸转移核糖核酸等获得国家自然科学奖一等奖的科研项目，都有多篇论文发表在《中国科学》上。1980年第12期、1981年第4期发表了吴詠时和乔治·帕里西的《不用固定规范的微扰论》的中英文版。阙端麟等人1991年2月发表在《中国科学》上的《减压氮保护直拉硅单晶生长》后来被《科技日报》评为中国国内年度十大成就。然而，20世纪90年代中期之后，中国优秀科技论文渐渐流向国外期刊，《中国科学》出现了优质稿源稀缺的问题。

## 分刊列表
| 刊名                                                                                    | 其他刊名                                                                                | 曾用名 | 语种 | 出版时间              | ISSN                                    | 国内统一刊号 | 网站                   |
| 中国科学                                                                                | Scientia Sinica                                                                         | | 中文 | 1950－1951 1972－1981 | 无                                      | 11-1786/N    | （页面存档备份，存于） |
| 中国科学A辑: 数学 物理学 天文学 技术科学                                                | Science in China Series A-Mathematics, Physics, Astronomy & Technological Science       | | 中文 | 1982－1995            | 1000-3126                               | 11-1786/N    | （页面存档备份，存于） |
| 中国科学A辑: 数学                                                                       | Science in China Series A-Mathematics                                                   | 中国科学A辑: 数学 物理学 天文学（Science in China Series A-Mathematics, Physics & Astronomy，1996－2002） | 中文 | 1996－2009            | 1006-9232                               | 11-1786/N    | （页面存档备份，存于） |
| 中国科学: 数学                                                                          | Scientia Sinica Mathematica                                                             | | 中文 | 2010－                | 1674-7216（印刷版） 2095-9427（网络版） | 11-5836/O1   | （页面存档备份，存于） |
| 中国科学B辑: 化学 生物学 农学 医学 地学                                                 | Science in China Series B-Chemistry, Biological, Agricultural, Medical & Earth Sciences | | 中文 | 1982－1988            | 无                                      | 11-1788/N    | （页面存档备份，存于） |
| 中国科学B辑: 化学 生命科学 地学                                                         | Science in China Series B-Chemistry, Life Sciences & Earth Sciences                     | | 中文 | 1989－1995            | 1000-3134                               | 11-1788/N    | （页面存档备份，存于） |
| 中国科学B辑: 化学                                                                       | Science in China Series B-Chemistry                                                     | | 中文 | 1996－2009            | 1006-9240                               | 11-1788/N    | （页面存档备份，存于） |
| 中国科学: 化学                                                                          | Scientia Sinica Chimica                                                                 | | 中文 | 2010－                | 1674-7224（印刷版） 2095-9435（网络版） | 11-5838/O6   | （页面存档备份，存于） |
| 中国科学C辑: 生命科学                                                                   | Science in China Series C-Life Sciences                                                 | | 中文 | 1996－2009            | 1006-9259                               | 11-3755/N    | （页面存档备份，存于） |
| 中国科学: 生命科学                                                                      | Scientia Sinica Vitae                                                                   | | 中文 | 2010－                | 1674-7232（印刷版） 2095-9443（网络版） | 11-5840/Q    | （页面存档备份，存于） |
| 中国科学D辑: 地球科学                                                                   | Science in China Series D-Earth Sciences                                                | | 中文 | 1996－2009            | 1006-9267                               | 11-3756/N    | （页面存档备份，存于） |
| 中国科学: 地球科学                                                                      | Scientia Sinica Terrae                                                                  | | 中文 | 2010－                | 1674-7240（印刷版） 2095-9451（网络版） | 11-5842/P    | （页面存档备份，存于） |
| 中国科学E辑: 技术科学                                                                   | Science in China Series E-Technological Sciences                                        | | 中文 | 1996－2009            | 1674-9275                               | 11-3757/N    | （页面存档备份，存于） |
| 中国科学: 技术科学                                                                      | Scientia Sinica Technologica                                                            | | 中文 | 2010－                | 1674-7259（印刷版） 2095-946X（网络版） | 11-5844/TH   | （页面存档备份，存于） |
| 中国科学F辑: 信息科学                                                                   | Science in China Series F-Information Sciences                                          | | 中文 | 2009                  | 1674-5973                               | 11-5813/N    | （页面存档备份，存于） |
| 中国科学: 信息科学                                                                      | Scientia Sinica Informationis                                                           | | 中文 | 2010－                | 1674-7267（印刷版） 2095-9486（网络版） | 11-5846/TP   | （页面存档备份，存于） |
| 中国科学G辑: 物理学 力学 天文学                                                         | Science in China Series G-Physics, Mechanics & Astronomy                                | 中国科学G辑: 物理学 天文学（Science in China Series G-Physics & Astronomy，2003）                         | 中文 | 2003－2009            | 1672-1780                               | 11-5001/N    | （页面存档备份，存于） |
| 中国科学: 物理学 力学 天文学                                                            | Science Sinica Physica, Mechanica & Astronomica                                         | | 中文 | 2010－                | 1674-7275（印刷版） 2095-9478（网络版） | 11-5848/N    | （页面存档备份，存于） |
| Scientia Sinica                                                                         | 中国科学                                                                                | 中国科学（Acta Scientia Sinica，1952－1954年第2期）                                                       | 英文 | 1952－1966 1973－1981 | 0250-7870                               | 11-1787/N    | （页面存档备份，存于） |
| Science in China Series A-Mathematics, Physics, Astronomy & Technological Science       |                                                                                         | | 英文 | 1982－1995            | 0253-5831                               | 11-1787/N    | （页面存档备份，存于） |
| Science in China Series A-Mathematics                                                   |                                                                                         | Science in China Series A-Mathematics, Physics & Astronomy（1996－2002）                                  | 英文 | 1996－2009            | 1006-9283（印刷版） 1862-2763（网络版） | 11-1787/N    | （页面存档备份，存于） |
| Science China Mathematics                                                               |                                                                                         | | 英文 | 2010－                | 1674-7283（印刷版） 1869-1862（网络版） | 11-5837/O1   | （页面存档备份，存于） |
| Science in China Series B-Chemistry, Biological, Agricultural, Medical & Earth Sciences |                                                                                         | | 英文 | 1982－1988            | 0253-5823                               | 11-1789/N    | （页面存档备份，存于） |
| Science in China Series B-Chemistry, Life Sciences & Earth Sciences                     |                                                                                         | | 英文 | 1989－1995            | 1001-652X                               | 11-1789/N    | （页面存档备份，存于） |
| Science in China Series B-Chemistry                                                     |                                                                                         | | 英文 | 1996－2009            | 1006-9291（印刷版） 1862-2771（网络版） | 11-1789/N    | （页面存档备份，存于） |
| Science China Chemistry                                                                 |                                                                                         | | 英文 | 2010－                | 1674-7291（印刷版） 1869-1870（网络版） | 11-5839/O6   | （页面存档备份，存于） |
| Science in China Series C-Life Sciences                                                 |                                                                                         | | 英文 | 1996－2009            | 1006-9305（印刷版） 1862-2798（网络版） | 11-3752/N    | （页面存档备份，存于） |
| Science China Life Sciences                                                             |                                                                                         | | 英文 | 2010－                | 1674-7305（印刷版） 1869-1889（网络版） | 11-5841/Q    | （页面存档备份，存于） |
| Science in China Series D-Earth Sciences                                                |                                                                                         | | 英文 | 1996－2009            | 1006-9313（印刷版） 1862-2801（网络版） | 11-3753/N    | （页面存档备份，存于） |
| Science China Earth Sciences                                                            |                                                                                         | | 英文 | 2010－                | 1674-7313（印刷版） 1869-1897（网络版） | 11-5843/P    | （页面存档备份，存于） |
| Science in China Series E-Technological Sciences                                        |                                                                                         | | 英文 | 1996－2009            | 1006-9321（印刷版） 1862-281X（网络版） | 11-3754/N    | （页面存档备份，存于） |
| Science China Technological Sciences                                                    |                                                                                         | | 英文 | 2010－                | 1674-7321（印刷版） 1869-1900（网络版） | 11-5845/TH   | （页面存档备份，存于） |
| Science in China Series F-Information Sciences                                          |                                                                                         | | 英文 | 2001－2009            | 1009-2757（印刷版） 1862-2836（网络版） | 11-4426/N    | （页面存档备份，存于） |
| Science China Information Sciences                                                      |                                                                                         | | 英文 | 2010－                | 1674-733X（印刷版） 1869-1919（网络版） | 11-5847/TP   | （页面存档备份，存于） |
| Science in China Series G-Physics, Mechanics & Astronomy                                |                                                                                         | Science in China Series G-Physics & Astronomy（2003）                                                     | 英文 | 2003－2009            | 1672-1799（印刷版） 1862-2844（网络版） | 11-5000/N    | （页面存档备份，存于） |
| Science China Physics, Mechanics & Astronomy                                            |                                                                                         | | 英文 | 2010－                | 1674-7348（印刷版） 1869-1927（网络版） | 11-5849/N    | （页面存档备份，存于） |
| Science China Materials                                                                 |                                                                                         | | 英文 | 2014－                | 2095-8226（印刷版） 2199-4501（网络版） | 10-1236/TB   | （页面存档备份，存于） |

## 備註
1. ↑  Kung Yueh-ting(龚岳亭),Du Yu-cang(杜雨苍),Huang Wei-teh(黄维德),Chen Chen-chin(陈常庆),Ke Lin-tsung(葛麟俊),Hu Shih-chuan(胡世全),Jiang Rong-qing(蒋荣庆),Chu Shang-quan(朱尚权),Niu Ching-i(钮经义),Hsu Je-zen(徐杰诚),Chang Wei-chun(张伟君),Cheng Ling-ling(陈玲玲),Li Hong-shueh(李鸿绪),Wang Yu(汪猷),Loh Teh-pei(陆德培),Chi Ai-hsech(季爱雪),Li Chung-hsi(李崇熙) ,Shi Pu-tao(施溥涛) ,Yieh Yuen-hwa(叶蕴华),Tang Kar-lo(汤卡罗),Hsing Chi-yi(邢其毅). . Scientia Sinica. 1965, 14 (11): 1710–1716.
2. ↑  Kung Yueh-ting(龚岳亭),Du Yu-cang(杜雨苍),Huang Wei-teh(黄维德),Chen Chen-chin(陈常庆),Ke Lin-tsung(葛麟俊),Hu Shih-chuan(胡世全),Jiang Rong-qing(蒋荣庆),Chu Shang-quan(朱尚权),Niu Ching-i(钮经义),Hsu Je-zen(徐杰诚),Chang Wei-chun(张伟君),Cheng Ling-ling(陈玲玲),Li Hong-shueh(李鸿绪),Wang Yu(汪猷),Loh Teh-pei(陆德培),Chi Ai-hsech(季爱雪),Li Chung-hsi(李崇熙) ,Shi Pu-tao(施溥涛) ,Yieh Yuen-hwa(叶蕴华),Tang Kar-lo(汤卡罗),Hsing Chi-yi(邢其毅). . Scientia Sinica. 1966, 15 (4): 544–561.
3. ↑  陈景润. . 中国科学. 1973, 3 (2): 111–128.
4. ↑  竺可桢. . 中国科学. 1973, 3 (2): 168–189.
5. ↑  侯振挺. . 中国科学. 1974, 4 (2): 115–130.
6. ↑  谷超豪; 杨振宁. . 中国科学. 1975, 5 (5): 471–483.
7. ↑  谷超豪. . 中国科学. 1976, 6 (6): 610–623.
8. ↑  吴文俊. . 中国科学. 1977, 7 (6): 507–516.
9. ↑  中国科学院兰州化学物理研究所. . 中国科学. 1978, 8 (5): 531–537.
10. ↑  巴利希; 吴詠时. . 中国科学. 1980, (12): 50–60  [2021-11-28]. （原始内容存档于2021-11-28）.
11. ↑  Parisi G; Wu Y S. . Scientia Sinica. 1981, 24 (4): 483–496.
12. ↑  阙端麟; 李立本; 陈修治; 林玉瓶; 张锦心; 周晓; 杨建松. . 中国科学A辑: 数学 物理学 天文学 技术科学. 1991, 21 (2): 215–220.